# 椭圆粘体虫
椭圆粘体虫（学名：Myxosoma elliptica）为粘体科粘体虫属的动物。在中国，分布于湖北等，营寄生生活，寄生在乌鳢的肠道和盲肠。